# افرح وامرح وتعلم
إفرح وإمرح وتعلم مسلسل أنمي ياباني عرض لأول مره في 4 فبراير 1989 واستمر حتى 27 أبريل 1991 . تم دبلجة المسلسل إلى العربية وعرض على قناة إقرا. يوجد مسلسلان أنيميان  مشابههان له اسمهما ينابيع المعرفة  و مسلسل البدايات المضيئة .

## روابط خارجية
- まんがはじめて物語シリーズ
  - まんがはじめて物語（主演 - うつみ宮土理→岡まゆみ、ナレーター - 吉村光夫）1978年5月6日 - 1984年3月31日
  - まんがどうして物語（主演 - 松居直美、ナレーター - 榎本勝起）1984年4月7日 - 1986年3月29日
  - まんがなるほど物語（主演 - 倉沢淳美、ナレーター - 野沢那智）1986年4月5日 - 1988年3月26日
  - 新まんがなるほど物語（主演 - 若林志穂、ナレーター - 小島一慶）1988年4月2日 - 1989年1月28日
  - 21世紀まんがはじめて物語（主演 - 茂森あゆみ、ナレーター - 小桜エツ子）2001年3月30日